# Jászok napja
A Jászok napja történelmi emléknap, melyet minden évben május 6.-án ünnepelnek a Jászság településein.

## Története
1745 május 6.-án írta alá Mária Terézia a Redemptiós oklevelet, mellyel sikeresen visszavásárolta önmagát a Jászkun Hármas Kerület lakossága, ezzel pedig ismét visszanyerte kiváltságait a terület. Ezzel a kerületek egészen az 1876-os megyerendezésig megőrizhették önállóságukat.
A jeles eseményről Jászjákóhalma önkormányzata már 1991-óta minden évben megemlékezik. Később ez beterjesztésre került országos szinten, melynek eredményeképpen a magyar Országgyűlés 2014. február 4-én történelmi emléknappá nyilvánította május 6-át a Redemptio emléknapját. 